# Emmanuel Banda
Emmanuel Justine Rabby Banda, född 29 september 1997 i Chililabombwe i Zambia, är en zambisk fotbollsspelare som spelar för Rijeka.

## Karriär
Banda började sin karriär 2015 i det zambiska laget Nchanga Rangers FC innan karriären ett år senare tog honom vidare till SC Esmoriz i Portugal där han spelade 16 matcher. 2017 gick han till den belgiska klubben KV Oostende och skrev på ett treårskontrakt med dem. Han gjorde debut den 30 juli 2017 och gjorde sitt första mål för klubben den 22 december 2017. Andra året var inte lika lyckat och det blev mycket sittande på bänken innan han 2019 gick på lån till AS Béziers i franska andra divisionen Ligue 2. När kontraktet tog slut i KV Oostende skrev han på ett treårskontrakt med Djurgårdens IF i februari 2020. Han gjorde sitt första mål i Djurgårdströja mot Örebro den 15 augusti 2020 då han nickade in en hörna. Under säsongen 2021 gjorde Banda ett drömmål som nominerades till årets mål, men han fick nöja sig med ett tredje pris.